# 1998年ウェールズ統治法
1998年ウェールズ統治法（1998ねんウェールズとうちほう、英語: Government of Wales Act 1998）は、イギリスの法律。1997年ウェールズ地方分権住民投票の結果（僅差で地方分権が選択された）を受けて、労働党政府が提出した、1999年のウェールズ国民議会創設を定めた法。

## 内容
1998年ウェールズ統治法により、下記の変更が行われた。
- ウェールズ国務大臣（英語版）の権限の大半がウェールズ国民議会に移された。
- ルーラル・ウェールズ開発委員会（Development Board for Rural Wales）、ウェールズ土地庁（英語版）、ウェールズ清算事業団（英語版）、Housing for Walesが廃止され（第129、134、143、150条[1]）、うちルーラル・ウェールズ開発委員会とウェールズ土地庁の資産はウェールズ開発庁（英語版）に移された（第130、136条[1]）。
- ウェールズ会計検査院長官（英語版）の官職が設立された（第90条[1]）。
- ウェールズ関連の政府外公共機関（英語版）[2]の多くがウェールズ国民議会の管轄になった（第28条[1]など）。